# Catena (nome)
Catena  è un nome proprio di persona italiano femminile.

## Varianti
- Femminili: Catina[1][2]
- Maschili: Cateno[1][2], Catino[1][2]

## Origine e diffusione
Si tratta di un nome tipicamente cattolico, tipico delle zone della Sicilia centro-orientale dove è presente il culto verso Maria Santissima della Catena, un titolo della Madonna, ad esempio ad Enna, Messina, Aci Catena e Riesi; essa è raffigurata con un uomo in catene che, ai suoi piedi, chiede l'intercessione per ottenere la liberazione.
Etimologicamente, la parola "catena" deriva dal latino catena, di medesimo significato.

## Onomastico
L'onomastico viene festeggiato in occasione della festa della Madonna della Catena.

## Persone
- Catena Fiorello, scrittrice, autrice televisiva e conduttrice televisiva italiana

### Variante maschile Cateno
- Cateno De Luca, politico italiano

## Il nome nelle arti
- Maria Catena è il titolo di una canzone di Carmen Consoli.